# Браун, Отто (политик)
О́тто Бра́ун (нем. Otto Braun; 28 января 1872, Кёнигсберг, Пруссия, Германская империя — 14 декабря 1955, Локарно, Тичино , Швейцарская Конфедерация) —  немецкий политик, социал-демократ, министр-президент Пруссии с 1920 по 1932 годы.

## Биография
Отто Браун родился 28 января 1872 года в Кёнигсберге в Восточной Пруссии.
Он стал лидером Социал-демократической партии в этой провинции, а в 1913 был избран в депутаты прусского парламента. В 1919 году был избран в депутаты рейхстага Веймарской республики. В 1920 году он стал министром-президентом Пруссии и занимал этот пост почти весь период до 1932 года.
Браун был кандидатом в президенты Германии на выборах 1925 года, набрал в первом туре 29 % голосов и занял второе место, но снял кандидатуру во втором туре в пользу кандидата от партии Центра Вильгельма Маркса. Маркс проиграл выборы Паулю фон Гинденбургу.
24 апреля 1932 на выборах в ландтаг Пруссии СДПГ потерпела поражение, относительное большинство мест получили нацисты. До июля шли переговоры о формировании правительственной коалиции, прежнее социал-демократическое правительство продолжало исполнять обязанности. 17 июля в Гамбурге произошли столкновения коммунистов и нацистов с человеческими жертвами, в связи с чем рейхспрезидент назначил рейхскомиссаром Пруссии канцлера Папена и уполномочил его взять на себя исполнение обязанностей министра-президента Пруссии, лишать министров прусского правительства их постов и поручать другим лицам управлять прусскими министерствами в качестве комиссаров рейха. 20 июля Папен на основании декрета лишил Брауна поста министра-президента. Отстранение от власти правительства Брауна, по форме своей напоминавшее путч, вошло в историю как «удар по Пруссии» как бастиону демократии.
В 1933 году с приходом Гитлера к власти Браун эмигрировал в Швейцарию, а его политика реформ была быстро и основательно пересмотрена.
После окончания войны Отто Браун предпринял попытку восстановить Свободное государство Пруссия и его правительство, но союзники не проявили к этому интереса. 25 февраля 1947 года союзным Контрольным советом в Германии был принят Закон «О ликвидации Прусского государства». 1 марта 1947 года Контрольным советом официально заявлено о том, что Прусское государство «являлось источником милитаризма и реакции в Германии», и поэтому оно больше не существует.
Браун умер в эмиграции в Локарно 14 декабря 1955 года.